# Symplecta zukeli
Symplecta zukeli är en tvåvingeart som först beskrevs av Charles Paul Alexander 1940.
Symplecta zukeli ingår i släktet Symplecta och familjen småharkrankar. Inga underarter finns listade i Catalogue of Life.